# Utzenfeld
Utzenfeld là một đô thị trong huyện Lörrach bang Baden-Württemberg thuộc nước Đức. Đô thị Utzenfeld có diện tích 7,4 km², dân số là 670 người.